# Amina de Zaria
Amina (ou Aminatu) de Zaria (1533 - environ 1610), appelée aussi « la reine guerrière », est la fille de la reine Bakwa Turunku de la cité-état haoussa de Zazzau au XVIe siècle (aujourd'hui Zaria, une des principales villes de l'État de Kaduna au nord du Nigeria). Elle développe un talent certain pour les arts militaires et devient renommée pour sa bravoure et ses exploits. Elle est célébrée dans une chanson en tant que « fille de Nikatau, une femme aussi capable qu'un homme ».
L'objectif de ses conquêtes est double : étendre le territoire de Zazzau au-delà de ses frontières de l'époque et asservir les villes conquises. Le sultan Mohammed Bello de Sokoto disait : « Elle fit la guerre et soumit toutes ces régions afin que les populations de Katsina paient un impôt et rendent hommage à Amina et les hommes de Kano. Sa guerre se poursuivit jusqu'à ce que son royaume s'étende vers la mer à l'ouest et au sud. »
Il existe des controverses quant à son statut véritable. Elle était une princesse (gimbiya), mais rien ne démontre qu'elle fut reine. Une théorie lui accorde un règne entre 1536 et 1573 alors qu'une autre dit qu'elle ne devint reine qu'à la mort de son frère Karama, en 1576. Enfin, certains affirment qu'elle ne fut jamais reine. Cependant, il reste que, pendant 34 ans, ses conquêtes firent de ce royaume le centre du commerce transsaharien.
On attribue à Amina de Zaria l'architecture des murs de terre autour de la ville, prototype des fortifications utilisées dans tous les états de l'Hausa. Les murs prirent d'ailleurs le nom de Ganuwar Amina ou murs d'Amina.

## Biographie
La naissance d'Amina remonterait aux années 1530, dans la famille royale de Zazzau (Zaria). Zazzau fait partie des premiers royaumes haoussa. Les sources orales parlent peu de la vie d'Amina avant qu'elle ne devienne reine.
Le pouvoir royal au sein de Zazzau arrive par héritage à Amina (les communautés haoussa auraient eu des femmes à leur tête à maintes reprises),.
Elle réalise différentes conquêtes, qui se seraient notamment déroulées dans des régions du nord de l'actuel Nigéria, avec une armée qui aurait compté jusque 20 000 soldats, ce qui aurait conduit le royaume de Zazzau à être l'un des plus importants en Afrique de l'Ouest durant cette période. Ces conquêtes auraient été facilitées par une crise dans l'empire du Songhay à cette époque. Sous le règne d'Amina, le royaume de Zazzau devient riche, bénéficiant du butin des conquêtes et de l'esclavage transsaharien, et il rivalise en puissance avec des royaumes proches.
Selon une légende citée par Léonora Miano, et par les historiens A. Kirk-Green et S. Hogben, la reine Amina serait restée célibataire, mais faisait couper la tête de ses amants au petit matin.
Elle serait morte en 1610.

## Historique des chroniques relatant son règne
L'une des premières cartes à mentionner Amina est une carte appelée le planisphère de Domingos Teixeira, qui a été réalisée en 1573 et nomme un lieu en Afrique « Castelo Damina », le château d'Amina. L'une des premières sources textuelles à mentionner Amina est l'histoire de Muhammed Bello, Ifaq al-Maysur, composée vers 1836. Il prétend qu'elle est « la première à établir le gouvernement parmi [les Haoussa] », et qu'elle a forcé Katsina, Kano et d'autres régions à lui rendre hommage. Bello n'a fourni aucun détail chronologique à son sujet. Elle est également mentionnée dans la Chronique de Kano, une compilation écrite d'histoires orales, bien considérée et détaillée, de la ville de Kano, composée à la fin du XIXe siècle. Selon cette chronique, Amina est une contemporaine de Muhammad Dauda, qui a régné de 1421 à 1438, elle a conquis jusqu'à Nupe et Kwarafa, et a régné pendant 34 ans. Un certain nombre d'érudits acceptent cette information et datent son règne au milieu du XVe siècle. 
Il existe également une chronique locale de la ville de Zaria, écrite en grande partie au XIXe siècle, mais s'étendant jusqu'en 1902. Elle a été publiée en 1910 et donne une liste des dirigeants et la durée de leurs règnes. Amina n'est pas mentionnée dans cette chronique, mais la tradition orale du début du vingtième siècle prétend qu'elle est la fille de Bakwa Turunku, dont le règne est daté par la chronique de 1492 à 1522. C'est aussi l'hypothèse reprise par Léonora Miano, ou par Pamela D. Toler (en). Sur cette base, certains savants datent son règne au début du XVIe siècle. L'historien Abdullahi Smith, cependant, place son règne après 1576.

## Postérité et hommages
La reine Amina est de nos jours une figure importante de l'histoire du Nigeria et du continent africain ; elle est aussi connue dans de nombreux autres pays. Le fait que cette figure ait été gardée en mémoire et que son aura ait grandi au fil des siècles a été notamment favorisé par la réappropriation de ses réussites par des dirigeants ayant besoin de conforter leur légitimité en se déclarant héritiers de ce qu'elle avait mis en place. Cela a été le cas du sultan Bello de Sokoto, mais aussi, plus tard, de l'administrateur colonial britannique Herbert R. Palmer. Bien que toute l'histoire d'Amina ne soit pas complètement connue, elle a atteint des dimensions héroïques et presque mythiques. Les hauts faits de cette reine sont enseignés dans les écoles du Nigeria. Dans la culture populaire, certains de ses faits sont repris dans des dictons et une chanson la cite comme « fille de Nikatau, une femme aussi capable qu'un homme ». Sa figure peut être comparée à celles de Njinga pour l'Angola ou Jeanne d'Arc pour la France : elle a une dimension de puissance tutélaire pour le pays.
L'histoire de la reine Amina n'étant pas complètement connue, différentes questions peuvent se poser sur des points plus précis de sa vie ou par rapport à certaines représentations artistiques ou historiques faites par la suite ; de même, cette figure importante de l'histoire est reprise par différents groupes, qui lui confèrent certaines caractéristiques dont on ne sait pas si elles ont été réelles ou imaginées.
En 2018, la BBC l'inclut dans sa série African Women who Changed the World. Léonora Miano la cite également dans son ouvrage de 2021, L'autre langue des femmes.
Il existe une statue de la reine Amina à Lagos et plusieurs établissements scolaires portent son nom,.
Queen Amina of Zazzau est une pièce de théâtre d'Ogunyemi et Wale, dont le texte a été publié en 1999 (Ibadan : University Press PLC). Cette reine est l'héroïne de la bande dessinée Queen Amina de la série Okiojo's Chronicles, d'Adeniyi Adeniji, Sukanmi Akinboye et Harriet Ekweume, éditée par Tunji Anjorin et avec une introduction d'Oriteme Banigo. Son histoire est également l'objet d'un film éponyme sorti en 2021 sur Netflix : Amina. Elle est aussi le modèle du personnage Xena de la série télévisée du même nom[réf. souhaitée].